# Käthe Franck-Witt

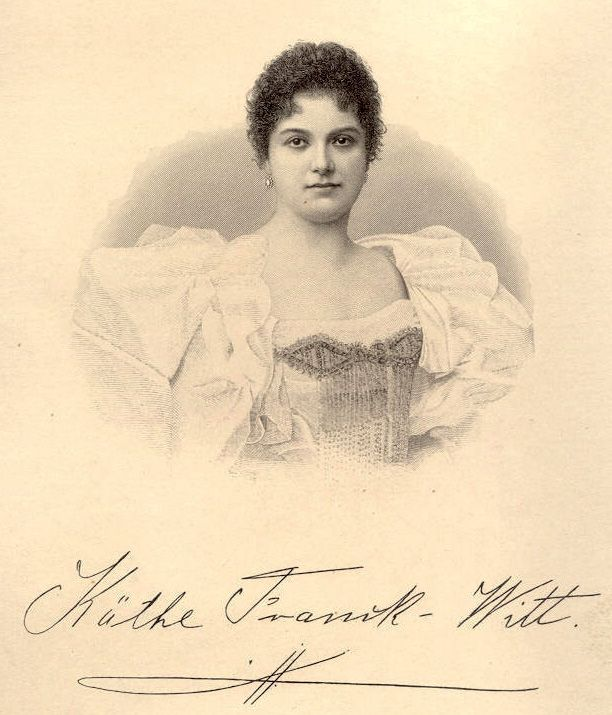
Käthe Franck-Witt, 1898

Käthe Franck-Witt (* 4. Januar 1872 in Berlin; † 23. Juli 1916 in Dresden) war eine deutsche Schauspielerin.

## Leben
Käthe Franck-Witt, geboren als Käthe Witt, war die Tochter das Schauspielers und Theaterdirektors Julius Witt (1835–1879) und seiner Ehefrau Fanny, geborene Heuser (1838–1900), ebenfalls Schauspielerin. Die Schauspielerin Lotte Witt (1870–1938) war ihre Schwester.
1890 trat Käthe Witt ihr erstes Engagement am Stadttheater Düsseldorf an und wechselte nach einem Jahr an das Stadttheater Leipzig. Hier lernte sie den Sänger Anton Franck (1865–1922) kennen. Die beiden heirateten 1892, und sie hieß nun Käthe Franck-Witt.
1900 ging das Paar nach Hamburg an das Thalia Theater. 1902 wechselte Käthe Franck-Witt an das Berliner Lessingtheater. 1914 verließ Käthe Franck-Witt die Bühne und trat nur noch gastweise auf.
Um 1910 las sie auch Prosatexte auf Schallplatten ein.